# Pristiophoriformes
requins-scies, Pristiophoridae
Ordre
Famille
Les requins-scies ou Pristiophoriformes forment un ordre de poissons cartilagineux appartenant au super-ordre des requins. Les Pristiophoriformes tirent leur nom du grec « pristis », qui veut dire « scie ».

## Description
Les requins-scies se caractérisent principalement par un corps mince légèrement aplati de taille inférieure à 2 mètres. Ils possèdent des branchies latérales (comme tous les requins) et un long rostre denté (faisant penser à une scie) muni de deux longs barbillons. Le genre Pliotrema a 6 ouvertures branchiales, contre 5 chez Pristiophorus.
Il ne faut pas confondre les requins-scies avec les poissons-scies qui appartiennent à l'ordre des Pristiformes. Les poissons-scies sont des raies ; ils sont plus grands (6 à 7 mètres) et ont des fentes branchiales ventrales et un rostre dépourvu de barbillons.

## Répartition et habitat
On trouve des requins-scies principalement en Afrique du sud, Australie et Japon. Ce sont des animaux benthiques vivants sur le plateau continental jusqu'à 300 mètres de profondeur, et nocturnes se nourrissant d'invertébrés et crustacés qu'ils trouvent en fouillant le substrat à l'aide de leur rostre et de leurs barbillons. Ils chassent aussi parfois de petits poissons.

## Biologie
Les requins-scies sont ovovivipares.

## Classification
Cet ordre ne contient qu'une seule famille et deux genres.
Selon World Register of Marine Species (21 janvier 2015) :
- genre Pliotrema Regan, 1906
  - Pliotrema warreni Regan, 1906 (Requin-scie flutian)
- genre Pristiophorus Müller et Henle, 1837
  - Pristiophorus cirratus Latham, 1794 (Requin-scie à long nez)
  - Pristiophorus delicatus Yearsley, Last & W. T. White, 2008
  - Pristiophorus japonicus Günther, 1870 (Requin-scie japonais)
  - Pristiophorus lanae Ebert & Wilms, 2013 (non reconnu par WoRMS)
  - Pristiophorus nancyae Ebert & Cailliet, 2011
  - Pristiophorus nudipinnis Günther, 1870 (Requin-scie à nez court)
  - Pristiophorus schroederi S. Springer & Bullis, 1960 (Requin-scie d'Amérique)
  - Pristiophorus sp. D Non décrit (non reconnu par WoRMS)